# Philippe IV chassant le sanglier
Philippe IV chassant le sanglier est un tableau réalisé vers 1632-1637 par le peintre espagnol Diego Vélasquez. Cette huile sur toile représente le roi Philippe IV à cheval pendant une chasse au sanglier conduite dans un vaste enclos circulaire dominé par une foule de spectateurs visibles au premier plan – la tela real. Acquise en 1846, l'œuvre est conservée à la National Gallery, à Londres, au Royaume-Uni.